# Mickaël Goudemand

a Compétitions nationales et continentales officielles uniquement.

b Matchs officiels uniquement.
Mickaël Goudemand, né le 9 mars 1996 à Avignon, est un joueur de rugby à XIII français évoluant au poste de troisième ligne. Il a effectué l'essentiel de sa carrière à Avignon avec lequel il a remporté la Coupe de France en 2013. Il est également international français.

## Biographie
Formé à Avignon, il y fait ses débuts en Championnat de France. Durant l'été 2015, il tente une expérience au rugby à XV en rejoignant le RC Toulon, toutefois il revient aussitôt à Avignon en XIII.
Il connaît à dix-neuf ans sa première sélection en équipe de France en octobre 2016 pour affronter l'Angleterre, au côté de son partenaire et capitaine en club Olivier Arnaud.
Il change de club en 2017 en rejoignant Saint-Estève XIII Catalan. Il est retenu en 2018 dans l'équipe des Dragons Catalans pour affronter Whitehaven RLFC en huitième de finale de la Coupe d'Angleterre et inscrit pour son premier match sous les couleurs des Dragons deux essais participant au succès de son équipe 56-10 et une qualification pour les quarts-de-finale. Initialement absent sur la feuille du match de la finale de la Coupe d'Angleterre contre les Wolves de Warrington, il est finalement aligné à cause d'une blessure au mollet de Louis Anderson.

## Palmarès
- Collectif :
  - Vainqueur de la Coupe d'Europe : 2018 ( France)
  - Vainqueur de la Challenge Cup : 2018 (Dragons Catalans).
  - Vainqueur du Championnat de France : 2025 (Albi).
  - Vainqueur de la Coupe de France : 2018 (Saint-Estève XIII catalan).
  - Finaliste de la Super League : 2021 et 2023 (Dragons Catalans).
  - Finaliste de la Coupe de France : 2025 (Albi).

### Détails en sélection
| Matchs internationaux de Mickaël Goudemand | Matchs internationaux de Mickaël Goudemand | Matchs internationaux de Mickaël Goudemand | Matchs internationaux de Mickaël Goudemand | Matchs internationaux de Mickaël Goudemand | Matchs internationaux de Mickaël Goudemand | Matchs internationaux de Mickaël Goudemand | Matchs internationaux de Mickaël Goudemand | Matchs internationaux de Mickaël Goudemand | Matchs internationaux de Mickaël Goudemand | Matchs internationaux de Mickaël Goudemand | Matchs internationaux de Mickaël Goudemand |
|                                            | Date                                       | Adversaire                                 | Résultat                                   | Compétition                                | Poste                                      | Points                                     | Essais                                     | Pen.                                       | Drops                                      |                                            |                                            |
| ------------------------------------------ | ------------------------------------------ | ------------------------------------------ | ------------------------------------------ | ------------------------------------------ | ------------------------------------------ | ------------------------------------------ | ------------------------------------------ | ------------------------------------------ | ------------------------------------------ | ------------------------------------------ | ------------------------------------------ |
| sous les couleurs de la France             |                                            |                                            |                                            |                                            |                                            |                                            |                                            |                                            |                                            |                                            |                                            |
| 1.                                         | 24 octobre 2015                            | Angleterre                                 | 4-84                                       | Amical                                     | Remplaçant                                 | -                                          | -                                          | -                                          | -                                          |                                            |                                            |
| 2.                                         | 22 octobre 2016                            | Angleterre                                 | 6-40                                       | Amical                                     | Remplaçant                                 | -                                          | -                                          | -                                          | -                                          |                                            |                                            |
| 3.                                         | 17 octobre 2018                            | Angleterre                                 | 6-44                                       | Amical                                     | Deuxième ligne                             | -                                          | -                                          | -                                          | -                                          |                                            |                                            |
| 4.                                         | 27 octobre 2018                            | pays de Galles                             | 54-18                                      | Coupe d'Europe                             | Troisième ligne                            | -                                          | -                                          | -                                          | -                                          |                                            |                                            |
| 5.                                         | 3 novembre 2018                            | Irlande                                    | 24-10                                      | Coupe d'Europe                             | Troisième ligne                            | -                                          | -                                          | -                                          | -                                          |                                            |                                            |
| 6.                                         | 10 novembre 2018                           | Écosse                                     | 28-10                                      | Coupe d'Europe                             | Troisième ligne                            | -                                          | -                                          | -                                          | -                                          |                                            |                                            |
| 7.                                         | 24 octobre 2021                            | Angleterre                                 | 10-30                                      | Test-match                                 | Troisième ligne                            | -                                          | -                                          | -                                          | -                                          |                                            |                                            |
| 8.                                         | 19 juin 2022                               | Pays de Galles                             | 34-10                                      | Test-match                                 | Remplaçant                                 | 4                                          | 1                                          | -                                          | -                                          |                                            |                                            |
| 9.                                         | 17 octobre 2022                            | Grèce                                      | 34-12                                      | Coupe du monde                             | Remplaçant                                 | -                                          | -                                          | -                                          | -                                          |                                            |                                            |
| 10.                                        | 22 octobre 2022                            | Angleterre                                 | 18-42                                      | Coupe du monde                             | Deuxième ligne                             | -                                          | -                                          | -                                          | -                                          |                                            |                                            |
| 11.                                        | 30 octobre 2022                            | Samoa                                      | 4-62                                       | Coupe du monde                             | Deuxième ligne                             | -                                          | -                                          | -                                          | -                                          |                                            |                                            |
| 12.                                        | 29 avril 2023                              | Angleterre                                 | 0-64                                       | Test-match                                 | Troisième ligne                            | -                                          | -                                          | -                                          | -                                          |                                            |                                            |
| 13.                                        | 22 octobre 2024                            | Ukraine                                    | 74-8                                       | Qualif. CM                                 | Troisième ligne                            | -                                          | -                                          | -                                          | -                                          |                                            |                                            |
| 14.                                        | 26 novembre 2024                           | Pays de Galles                             | 48-6                                       | Qualif. CM                                 | Troisième ligne                            | -                                          | -                                          | -                                          | -                                          |                                            |                                            |

### Détails en club
| Saison | Saison                   | Championnat      | Championnat | Championnat | Championnat | Championnat | Championnat | Championnat | Coupe           | Coupe      | Coupe | Coupe | Coupe | Coupe | Coupe | Sélection | Sélection | Sélection | Sélection | Sélection | Sélection | Sélection |
| Saison | Saison                   | Comp.            | Class.      | M           | Pts         | Ess.        | Buts        | Dp.         | Comp.           | Class.     | M     | Pts   | Ess.  | Buts  | Dp.   | Comp.     | M         | Pts       | Ess.      | Buts      | Dp.       |           |
| ------ | ------------------------ | ---------------- | ----------- | ----------- | ----------- | ----------- | ----------- | ----------- | --------------- | ---------- | ----- | ----- | ----- | ----- | ----- | --------- | --------- | --------- | --------- | --------- | --------- | --------- |
| 2014   | SO Avignon               | Champ. de France | 1er tour    |             | -           | -           | -           | -           | Coupe de France | 1/2 finale |       | -     | -     | -     | -     |           |           |           |           |           |           |           |
| 2015   | SO Avignon               | Champ. de France | 1/4 finale  |             | -           | -           | -           | -           | Coupe de France | 1/2 finale |       | -     | -     | -     | -     |           | 1         | -         | -         | -         | -         |           |
| 2016   | SO Avignon               | Champ. de France | 1/4 finale  |             | -           | -           | -           | -           | Coupe de France | 1/8 finale |       | -     | -     | -     | -     |           | 1         | -         | -         | -         | -         |           |
| 2017   | SO Avignon               | Champ. de France | 1er tour    |             | -           | -           | -           | -           | Coupe de France | 1/8 finale |       | -     | -     | -     | -     |           |           |           |           |           |           |           |
| 2017   | Dewsbury                 | Championship     | 8e          |             | -           | -           | -           | -           | Challenge Cup   | 1/8 finale |       | -     | -     | -     | -     |           |           |           |           |           |           |           |
| 2018   | Dragons Catalans         | Super League     | 7e          | 9           | -           | -           | -           | -           | Challenge Cup   | Vainqueur  | 2     | 8     | 2     | -     | -     | CE        | 4         | -         | -         | -         | -         |           |
| 2018   | ↪ St-Estève XIII Catalan | Champ. de France | 1/2 finale  | 15          | 12          | 3           | -           | -           | Coupe de France | Vainqueur  |       | -     | -     | -     | -     |           |           |           |           |           |           |           |
| 2019   | Dragons Catalans         | Super League     | 7e          | 20          | 4           | 1           | -           | -           | Challenge Cup   | 1/4 finale | -     | -     | -     | -     | -     |           |           |           |           |           |           |           |
| 2020   | Dragons Catalans         | Super League     | 1/2 finale  | 5           | -           | -           | -           | -           | Challenge Cup   | 1/4 finale | 2     | -     | -     | -     | -     |           |           |           |           |           |           |           |
| 2021   | Dragons Catalans         | Super League     | Finaliste   | 21          | 12          | 3           | -           | -           | Challenge Cup   | 1/4 finale | -     | -     | -     | -     | -     |           | 1         | -         | -         | -         | -         |           |
| 2022   | Dragons Catalans         | Super League     | 1er tour    | 22          | 12          | 3           | -           | -           | Challenge Cup   | 1/4 finale | 1     | -     | -     | -     | -     | CM        | 4         | 4         | 1         | -         | -         |           |
| 2023   | Dragons Catalans         | Super League     | Finaliste   | 17          | 8           | 2           | -           | -           | Challenge Cup   | 1/8 finale | -     | -     | -     | -     | -     |           | 1         | -         | -         | -         | -         |           |
| 2024   | Leeds Rhinos             | Super League     | 8e          | 18          | 4           | 1           | -           | -           | Challenge Cup   | 1/8 finale | -     | -     | -     | -     | -     |           |           |           |           |           |           |           |